# Gérard Nagelmackers
Gérard Théodore Pierre Joseph Nagelmackers (Luik, 6 januari 1777 - Angleur, 25 juli 1859) was lid van het Belgisch Nationaal Congres en bankier.

## Levensloop
De familie Nagelmackers was afkomstig uit Brabant en Limburg. Grootvader Pierre Nagelmackers kwam zich in Luik vestigen. Hij was getrouwd met Johanna Lodewicks, met wie hij tien kinderen had. Hij begon als bankier en werd hierin opgevolgd door zijn zoon Gérard (1731-1798). Diens zoon, Gerard-Theodore Nagelmackers, werd vanaf zijn achttiende ingewijd in de bankactiviteiten. Hij legde er zich volledig op toe, zodat hij al een hele tijd de veertig voorbij was toen hij zich om het publieke leven begon te bekommeren en achtereenvolgens in de gemeenteraad van Luik, in de Tweede Kamer en in de Provinciale Staten van de Nederlandse provincie Luik werd verkozen. Zelf trouwde hij in 1802 met Catherine Burdo en, na haar dood, in 1817 met Sophie Dupont. Hij kreeg tweemaal zes kinderen. Door dit tweede huwelijk werd hij de schoonbroer van de Congresleden Joseph Forgeur en Jean Ghisbert de Leeuw.
Hij werd:
- gemeenteraadslid van Luik (1817-1836);
- lid van de Tweede Kamer (1817-1820);
- lid van de Provinciale Staten van Luik (1820-1830);
- lid van de administratieve commissie van de Berg van Barmhartigheid (1817-1827);
- bestuurder van het Koninklijk Instituut voor doofstommen en blinden (1820-1828);
- lid van de Openbare Veiligheidscommissie (1830);
- lid, vicevoorzitter en voorzitter van de Kamer van Koophandel van Luik;
- lid van de provincieraad en voorzitter (1836-1855).

## Belgisch koninkrijk
Als liberaal nam Nagelmackers actief deel aan de opstand van 1830. In augustus 1830, na de eerste rellen in Brussel, organiseerde gouverneur Sandberg een Commissie voor openbare veiligheid die moest adviseren wat in Luik diende te worden gedaan. De leden waren, naast voorzitter Emile d'Oultremont en Nagelmackers, advocaat Etienne de Sauvage als vicevoorzitter en verder de Gerlache, de industriëlen Dehasse-Comble, Burdo-Stas en Henri Orban-Rossius, de advocaat Joseph Lebeau, de artsen Tombeur en Lombard, de bankier Jean-Baptiste Kauffmann (°1793) en Dieudonné Stas (1791-1868), de uitgever van de Courrier de la Meuse. Men gaf hiermee de leiding over de stad voornamelijk in handen van revolutiegezinden. Nagelmackers speelde een actieve rol en werd onder meer ingezet om onderhandelingen te voeren met de bevelhebbers van het regeringsleger.
Bij de verkiezingen voor het Nationaal Congres werd Nagelmackers verkozen. Hij bleef slechts lid tot 30 december en liet toen weten dat zijn beroepsactiviteiten het hem onmogelijk maakten nog verder deel te nemen. Hij stemde voor de onafhankelijkheid en voor de eeuwigdurende uitsluiting van de Nassaus.
Hij is waarschijnlijk ook na 1830 lid gebleven van de verder in functie blijvende Provinciale Staten. Toen in 1836 voor het eerst de provincieraden werden verkozen, werd hij onmiddellijk tot voorzitter verkozen en bleef dit gedurende achttien opeenvolgende jaren.
Toen hij zich in 1855 uit de provincieraad terugtrok werd zijn portret gemaakt voor de galerie van het provinciaal hof en werd een huldezitting aan hem gewijd.

## Varia
Nagelmackers woonde in het elegante classicistische kasteel van Angleur, sedertdien bekend als Château Nagelmackers en in 2010, na restauratie, opnieuw in gebruik genomen.
In 1839 was hij de voornaamste financier en initiatiefnemer van de Passage Lemonnier in Luik, de oudste overdekte winkelgalerij in België.
Zijn kleinzoon Georges Nagelmackers (1845-1905), in het kasteel van Angleur geboren, was de initiatiefnemer voor de Wagons Lits en de Orient Express.
De bank Nagelmackers hield het als onafhankelijke bank uit tot in 2001 en werd toen aangekocht door Delta Lloyd. In 2005 verdween de naam Nagelmackers om nog uitsluitend onder de naam Delta Lloyd verder te werken.